# Crossoona Rath
Crossoona Rath (irisch Ráth Chrois Uaithne) ist ein Ráth am Südosthang des Kilranelagh Hill in der Nähe zweier Nebenflüsse des Slaney, etwa 6,5 km östlich von Baltinglass im irischen County Wicklow. Zusammen mit dem integrierten Oghamstein gilt es als irisches National Monument.

## Beschreibung
Crossoona Rath ist etwa kreisrund und von einem Erd- und Steinwall mit einem äußeren Graben umgeben; im Süden gibt es einen weiteren äußeren Wall. Fundamente von zwei Steingebäuden befinden sich im nordwestlichen Teil.
Es ist eine große Einfriedung am Südosthang eines Hügels und somit vom aus Norden und Westen heranziehende Wetter durch den Hügel geschützt, im Norden durch den höheren Spinans Hill und im Osten durch den viel höheren Kaedeen.

## Oghamstein
Der Oghamstein (CIIC 50) liegt im Inneren des Ráth, wird auf das 5. Jahrhundert n. Chr. geschätzt und auf ihm steht „᚛ᚃᚑᚈᚔ᚜“ (VOTI oder FOTI), möglicherweise der Genetiv des Eigennamens „Votas“ oder „Votus“, möglicherweise aber auch in Verbindung mit dem irischen Worten „Foth“ (dt.: Gesetz, Anspruch, Recht) oder „Fotha“ (dt.: Basis, Fundament).